# Restructuration cognitive
 (novembre 2011).
Ne pas confondre avec la remédiation cognitive.
La restructuration cognitive est un ensemble de techniques utilisées en thérapies cognitivo-comportementales pour repérer et modifier des cognitions inadaptées d'un sujet (distorsions cognitives) que l'on retrouve dans de nombreux troubles psychiatriques. On retrouve la pensée en tout ou rien, les pensées magiques, la surgénéralisation, la maximisation, le raisonnement émotionnel. Elles s'intéressent aux cognitions ou idées (« je suis moche », « je suis gros », « je suis nul », « à quoi bon essayer, je vais échouer ») mais pas aux fonctions cognitives (mémoire, attention, concentration, planification) qui sont ciblées en remédiation cognitive.
Elle comporte un premier temps  de repérage, avec le patient, de ses pensées automatiques grâce à l'analyse fonctionnelle. Les pensées sont identifiées et explorées à l'aide de la flèche descendante (« si vous pensez ça, et alors ? », « que va-t-il arriver, au pire ? »).
Dans un deuxième temps, elle vise la modification de ces pensées et des croyances qui y sont rattachées.
Il s'agit pour le patient d'être à même de reconnaître ses pensées automatiques, identifier les distorsions cognitives, en tester la validité, et développer des pensées alternatives plus fonctionnelles.
L'apport d'informations objectives est rarement efficace.
Le développement de pensées alternatives peut se faire par la décentration en demandant au patient d'imaginer le point de vue d'autrui. Par exemple ce que ferait un de ses proches dans la même situation, en amenant le patient à faire de nouvelles expériences (notamment à partir de l'exposition) en recourant à des métaphores, en utilisant le questionnement socratique, etc.

## Indications dans les prises en charge
La restructuration cognitive entre en jeu dans toute thérapie cognitivo-comportementale de façon plus ou moins marquée. La créativité du thérapeute contribue à créer des situations originales qui mettront le patient dans des situations propres à faire reconsidérer, remettre en cause, par le patient sa façon de les appréhender.
Dans la prise en charge  d'enfants le thérapeute leur demandera  d'être des « détectives de pensée capables d'identifier des pensées mal adaptées, de les évaluer, d'envisager des interprétations alternatives ou ce qui se passerait réellement si l'évènement indésirable se produisait » (B. Samuel-Lajeunesse et al. ,p 281, 1998).